# Смирдан (Телеорман)
Смирдан (рум. Smârdan) — село у повіті Телеорман в Румунії. Входить до складу комуни Бечу.
Село розташоване на відстані 123 км на захід від Бухареста, 53 км на захід від Александрії, 76 км на південний схід від Крайови.

## Населення
За даними перепису населення 2002 року у селі проживали 479 осіб. Усі жителі села рідною мовою назвали румунську.
Національний склад населення села:
| Національність | Кількість осіб | Відсоток |
| -------------- | -------------- | -------- |
| румуни         | 447            | 93,3%    |
| цигани         | 32             | 6,7%     |